# Saxa-Eisenach
Saxa-Eisenach (germană Sachsen-Eisenach) a fost un ducat condus de ramura Ernestină a Casei de Wettin situat astăzi în Turingia, Germania. Capitala a fost la Eisenach.